# Takehito Koyasu
Takehito Koyasu (子安 武人 Koyasu Takehito?,  Kanagawa, Japón, 5 de mayo de 1967) es un reconocido actor de voz, cantante y mangaka japonés, siendo uno de los más famosos de Japón, con más de 200 trabajos, entre los cuales se cuentan tanto doblajes en anime como voces de videojuegos. En el ámbito musical se destaca por sus variados trabajos musicales como solista o como artista J-rock bajo el nombre de ZAZEL, o como miembro de la banda Weiss en la que canta en compañía de otros tres actores de voz, Tomokazu Seki, Shinichirō Miki y Hiro Yūki. Uno de sus más grandes logros es la creación del anime Weiss Kreuz, serie de la cual salió la banda anteriormente nombrada. Desde la década de los 2000, Koyasu se ha hecho cargo de muchos de los personajes interpretados por Kaneto Shiozawa tras su muerte.

## Carrera
Cuando Koyasu estaba en la escuela secundaria, él, como aspirante a actor de pantalla, era tan cinéfilo que veía películas todos los días sin ir a la escuela. Por casualidad, vio la escena antes de la partida de Tetsurō Hoshino en Adieu Galaxy Express 999, donde un grupo de soldados anónimos lo llevaron en el 999 y lo enviaron por su camino, y quedó impresionado. Esto despertó su interés en la actuación de voz y, desde entonces, ha sido su política apuntar a la "actuación tridimensional". Después de graduarse de la escuela secundaria, ingresó a una escuela de formación. En 1988, hizo su debut como actor de voz en Wowser, y en 1989, interpretó su primer personaje regular como Gai, el Rey Yaksha en Legend of Heavenly Sphere Shurato. Aunque era un personaje regular en la serie, estaba en la posición de un villano cuyo funcionamiento interno rara vez se discutía en la historia, por lo que fue difícil para Koyasu comprender el papel y tuvo que hacer varias docenas de repeticiones para una sola línea. . Más tarde dijo que aunque el reconocimiento de su nombre como actor de doblaje había aumentado, no sentía que estuviera dando lo mejor de sí.
Posteriormente, Koyasu interpretó el papel de Minos en la OVA Aries lanzada en 1990. La OVA se basó en un manga de fantasía del mismo nombre que se estaba serializando en ese momento, y los actores de voz de los personajes principales debían ser decididos por un voto de los lectores de la revista. Dado que Koyasu había aparecido en Shurato poco antes de esto, tuvo cierto reconocimiento entre los espectadores y recibió la mayor cantidad de votos para el papel de Hades, el personaje principal. Sin embargo, en ese momento, Koyasu todavía era un nombre desconocido en la industria de la actuación de voz, y los miembros de la producción expresaron su preocupación por darle el papel principal a un recién llegado como Koyasu. Como resultado, los resultados de la encuesta de los lectores fueron rechazados y a Koyasu se le asignó el papel de Minos, el subordinado de Hades, un papel con poco tiempo de pantalla. 
En Tekkaman Blade, Koyasu interpretó al rival del personaje principal, Tekkaman Evil (Shinya Aiba). El propio Koyasu ha dicho a menudo en entrevistas que este es su personaje favorito, y después de un período de actuación lenta, arriesgó su carrera como actor de voz para interpretar el papel, lo que finalmente lo llevó a su recuperación. También dijo que cuando estaba interpretando al personaje, pensó que era realmente genial, pero cuando volvió a ver las imágenes más tarde en la vida, pensó que era terrible, lo que lo llevó a creer que estaba progresando.
A fines de la década de 1990, Koyasu trabajó en la conceptualización de la franquicia de medios Weiß Kreuz . También formó la unidad de actuación de voz "Weiß" compuesta por los compañeros de reparto de voz Shin'ichiro Miki, Tomokazu Seki y Hiro Yūki, y se convirtió en el primer actor de voz masculino en aparecer en la portada de una revista de actuación de voz y el primer actor de voz en hacer un clip de música En 2000-2001, estuvo activo en la música bajo el nombre de ZAZEL.
Después de trabajar como miembro de Production Baobab (1988–1998), Koyasu estableció su propia oficina de representación, T's Factory, en 1998. El 5 de mayo de 2020, con motivo de su cumpleaños, el sitio web oficial y la cuenta de Twitter de T's Factory se abrieron, y su perfil también se publicó al mismo tiempo.
En 2020, Koyasu hizo su primera aparición con su hijo, el actor de voz Kōki Koyasu, en un anuncio de Duel Masters . En abril, él y Kōki se unieron para su propio programa de radio, "Takehito & Kōki's KOYASU RADIO". 
En 2021, ganó el premio al Mejor Actor de Reparto en la 15.ª edición de los Seiyū Awards.
El nombre de Koyasu "Takehito" proviene del hecho de que su cumpleaños es el Día del Niño. Su lema es "hacer bidimensional en tridimensional". Su pasatiempo es escribir novelas y asegura que le gustan los videojuegos. Ha jugado todos los juegos en los que ha aparecido, pero no es muy bueno en los juegos de acción o disparos.

## Filmografía

### Anime
- Air Master (Fukamichi)
- Angel Links (Warren)
- Angel Sanctuary (Sakuya Kira)
- Angelique (Olivie)
- Ansatsu Kyoshitsu (Gastro)
- Arakawa Under the Bridge (Sister)
- Arslan Senki (Varnef)
- Arslan Senki: Fūjin Ranbu (Guiscard)
- Baccano! (Luck Gandor)
- Bastard!!: Ankoku no Hakaishin (Di-Amon)
- Brand New Animal (Boris Cliff)
- Bungō Stray Dogs (Nikolai Gogol)
- Baki (2018) (Hector Doyle)
- Beast Wars (Optimus Primal)
- Betterman (Betterman)
- Beyblade (Boris Balkov/Vladimir Volkov)
- Bleach (Pesche Guatiche)
- Bobobo-bo Bo-bobo (Bobobo-bo Bo-bobo)
- Boruto: Naruto Next Generations (Tosaka)
- Brave 10 (Date Masamune)
- Bungo Stray Dogs (Nikolai Gogol)
- Captain Tsubasa (Ramón Victorino)
- Captain Tsubasa: Road to 2002 (Kojiro Hyuga)
- Code Geass: Akito the Exiled (Andrea Farnese)
- Date A Live (Kyouhei Kannazuki)
- DNA² (Ryuji Sugashita)
- Demonbane (Winfield)
- Detective Conan (Shingo Nachi)
- Dog Days (Rolan Martinozze)
- Dororon Enma-kun Meeramera (Kapperu)
- Digimon Universe: Appli Monsters (Biomon)
- Dragon Drive (Rokkaku)
- Excel Saga (Il Palazzo)
- Kaikan Phrase (Oukouchi Sakuya)
- Kuragehime (Hanamori)
- Final Fantasy: Unlimited (Pist Shaz the 11th)
- Fire Emblem (Navarre)
- New Fist of the North Star (Kenshiro)
- Fullmetal Alchemist (Lujon)
- Fullmetal Alchemist: Brotherhood (hermano de Scar)
- Fushigi Yūgi (Hotohori)
- Fumetsu no Anata e (Bonchien Nikolai La Tastypeach Uralis)
- Gate Keepers (Choutarou Banba)
- Gestalt (Father Oliver)
- GetBackers (Juubei Kakei)
- Gintama (Takasugi Shinsuke)
- Gravitation (Sakano)
- Grendizer U (Gandal)
- Gundam Reconguista in G (La Gu)
- Gungrave (Balladbird Lee)
- Gunslinger Stratos (Aaron Burroughs)
- Gunslinger Girl -Il Teatrino- (Jean Croce)
- Hakushaku to Yōsei (Kelpie)
- Happiness Charge PreCure! (Oresky)
- Hellsing (Luke Valentine)
- High School Star Musical (Tsukigami Haruto)
- Higurashi no Naku Koro ni (Mamoru Akasaka)
- High School DxD (Raiser Phoenix)
- Honey x Honey Drops (Genjou Kuki)
- Honzuki no Gekokujō (Benno)
- Hunter x Hunter 2011 (Dalzollene)
- Hōshin Engi (Chō Kōmei)
- Hungry Heart: Wild Striker (Kanō Seisuke)
- InuYasha (Gatenmaru)
- Initial D (Ryosuke Takahashi)
- JoJo's Bizarre Adventure: The Animation (DIO Brando)
- Jujutsu Kaisen (Tōji Fushiguro)
- Jikū Tenshō Nazca (Masanari Tate)
- Kaguya-sama wa Kokurasetai: Tensai-tachi no Ren'ai Zunōsen (Papá Shirogane)
- Kaleido Star (Fool)
- Kekkai Sensen (Li Gado)
- Keppeki Danshi! Aoyama-kun (Grud -ep 6- y Akira Takechi)
- Kimetsu no Yaiba (Hand Demon)
- Koihime Musou (Ukitsu)
- Kuroko no Basket (Naoto Sanada)
- Knights of Sidonia (Ochiai)
- Kyōkai Senjō no Horizon (Shirojiro Bertoni)
- Kyōkai Senjō no Horizon II (Shirojiro Bertoni)
- Keroro Gunsō (Kururu)
- K.O. Century Beast Warriors (Bud Mint)
- Koutetsu Sangokushi (Shoutatsuryou Koumei)
- Lemon Angel Project (Himuro)
- Level E (Kraft)
- Lingerie Soldier Papillon Rose (Hikari)
- Loveless (Ritsu Minami)
- Macross 7 (Gamlin Kizaki)
- Magic Kaito (Alan Cartier)
- Magic User's Club (Ayanojyo Aburatsubo)
- Mahō Sensei Negima! (Nagi Springfield)
- Mahoromatic (Ryuuga Toh)
- Majin Tantei Nōgami Neuro (Nougami Neuro)
- Major (Shigeharu Honda)
- Mamoru-kun ni Megami no Shukufuku wo! (Johan Deiter Rudiger)
- Marvel Disk Wars: Avengers (Deadpool)
- MASHLE (Margarette Macaron)
- Meine Liebe (Isaac Cavendish)
- Meine Liebe Wieder (Isaac Cavendish)
- MF Ghost (Ryō Takahashi)
- Minna Atsumare! Falcom Gakuen (Olivier, ganso)
- Mobile Suit Gundam SEED (Mu La Flaga)
- Mobile Suit Gundam SEED Destiny (Mu La Flaga/Neo Roanoke)
- Mobile Suit Gundam Wing (Zechs Merquise)
- Myself ; Yourself (Syusuke Wakatsuki)
- Nakoruru Ana Hito Kara no Okurimono (Yantamauu)
- Neon Genesis Evangelion (Shigeru Aoba)
- Needless (Adam Blade)
- Nurarihyon no Mago (Kyuuso)
- Nisekoi (Claude)
- Omakase! Miracle Cat-dan (Natsuhiko Akagawa)
- One Piece (Almirante Aokiji)
- One Punch Man (Gyoro-Gyoro)
- Orphen (Flameheart)
- Orphen Revenge (Flamesoul)
- Ouran High School Host Club (Ryoji Fujioka)
- Overlord (Nigun Grid Luin)
- Overman King Gainer (Asuham Boone)
- Owarimonogatari 2º season (Tadatsuru Teori)
- Planetes (Yuri Mihairokoh)
- Platinum End (Luta)
- Pokémon: Pocket Monsters (Kosaburo/Butch)
- Prétear (Tanaka)
- Princess Lovers! (Vincent Van Hossen)
- Radiant (Grimm)
- Ragna Crimson (Grymwelte)
- Ragnarok the Animation (Keough)
- Ranma ½ (Daisuke)
- Ranpo Kitan: Game of Laplace (Shadow-Man)
- Re:Zero kara Hajimeru Isekai Seikatsu (Roswaal L Mathers)
- Red Garden (Herve Doral)
- Red Garden Ova Dead Girls (Edgar)
- Rosario + Vampire (Juuin Kotaru,Nazo Koumori, Ko-chan)
- Rurouni Kenshin (Jinpu)
- Saber Marionette J (Mitsurugi Hanagata)
- Saiunkoku Monogatari (Sakujun Sa)
- Saint Seiya Hades (Radamanthys de Wyvern)
- Saint Seiya: The Lost Canvas (Druj Nasu Veronica)
- Sakura Wars (Yūichi Kayama)
- Samurai 7 (Ukyo)
- Samurai Champloo (Umanosuke)
- Samurai Deeper Kyo (Hotaru, Hatori Hanzo)
- Seiken Tsukai no World Break (Charles Saint-Germain)
- Seikimatsu Occult Academy (JK)
- Seikoku no Dragonar (Milgauss)
- Sengoku Basara (Sarutobi Sasuke)
- Seto no Hanayome (Shark Fujishiro)
- Shadow Skill (Kai Shinks)
- Shaman King (Fausto VIII)
- Shirobako (Tsuyoshi Makurada)
- Shin Captain Tsubasa (Ramón Victorino)
- Shingeki no Kyojin (Zeke Jaeger)
- Shokugeki no Sōma (Gin Dōjima)
- Shōnan Jun'ai Gumi (Akutsu Junya)
- Shūmatsu no Izetta (Teniente coronel Hagar, ep 11)
- Sidonia no Kishi: Dai-kyū Wakusei Sen'eki (Ochiai)
- SK∞ the Infinity (Adam)
- Slayers (Rezo)
- Soul Eater (Excalibur)
- Sōsō no Frieren (Kraft)
- Spider Riders (Igneous)
- Super Dragon Ball Heroes (Hearts)
- Suki na Mono wa Suki Dakara Shōganai! (Yoru)
- Sword Art Online (Sugou Nobuyuki)
- Shōjo Kakumei Utena (Touga Kiryuu)
- Spriggan (Jean Jacquemonde)
- Star Ocean EX (Dias Flac)
- Starmyu (Tsukigami Haruto)
- Super Robot Wars Original Generation: Divine Wars (Shu Shirakawa)
- Tales of the Abyss (Jade Curtiss)
- Tanoshii Moomin Ikka (Snufkin)
- Tekkaman Blade (Shinya Aiba/Tekkaman Evil)
- Tenchi Muyō! (Yosho)
- Tensei Shitara Slime Datta Ken (Clayman)
- The Fable (Hiroshi Suzuki)
- The Heroic Legend of Arslan (Giskarl)
- The Law of Ueki (Li Ho)
- The Mythical Detective Loki Ragnarok (Mysterious Thief Freyr)
- The Twelve Kingdoms (Keiki)
- To Aru Majutsu no Index (Knight Leader)
- Tokyo Babylon (Seishirou Sakurazuka)
- To Love-Ru (Zastin)
- Toward the Terra (Keith Anyan)
- Trigun (Roderick Captain)
- Turn A Gundam (Gym Ghingham)
- Twin Spica (Lion-san)
- Vampire Knight (Kaien Cross)
- Venus Project: Climax (entrenador)
- Violet Evergarden (Claudia Hodgins)
- Warau Salesman: New (Investigador)
- Wedding Peach (Sandora)
- Weiß Kreuz (Ran "Aya" Fujimiya)
- World Break: Aria of Curse for a Holy Swordsman (Charles Saint-Germain)
- Yakitate!! Japan (Ryo Kuroyanagi)
- Young Black Jack (Daigō)
- Yu-Gi-Oh! Duel Monsters (Pandora)
- Yu-Gi-Oh! GX (Sartorius/Takuma Saiou)
- Yū Yū Hakusho (Asato Kido)
- Zetsuai 1989 (Izumi Takuto)
- ZOE: 2167 IDOLO (Radium Levans)
- Vivy: Fluorite Eye’s Song (Dr. Matsumoto)

### Videojuegos
- Anima Mundi: Dark Alchemist (Bruno Glening)
- Caligula2 (Bluffman)
- Captain Tsubasa: Dream Team (Fernando Cosas "Rivaul" Dutra)
- Captain Tsubasa: Ougon Sedai no Chousen (Kojirō Hyūga)
- Catherine (videojuego) (Jonathan "Jonny" Ariga)
- Dragon Quest VIII Journey of the curse king 3DS (Dhoulmagus)
- Devil Kings (Sarutobi Sasuke)
- Disgaea 2: Cursed Memories (Mr. Rabbit, Fubuki)
- Growlanser III: The Dual Darkness (Zion)
- Guilty Gear (Zato-1/Eddie)
- Gunbird 2 Dreamcast (Alucard)
- Fate/Grand Order (Hans Christian Andersen, Ozymandias)
- Hi-Fi Rush (Kale Vandelay)
- Initial D Street Stage (IRyosuke Takahashi)
- The Idolm@aster SP (Presidente Kuroi)
- The King of Fighters (Shingo Yabuki)
- Tokimeki Memorial (Himuro Reiichi)
- Kingdom Hearts II (Seifer Almasy)
- The Legend of Heroes VI: Sora no Kiseki (Olivier Lenheim)
- Musashi: Samurai Legend (Gandrake)
- Muv-Luv (Takahashi Ichimonji, Naoya Sagiri)
- Muv-Luv Alternative (Takahashi Ichimonji, Naoya Sagiri)
- Phantom Kingdom (Zeta)
- NANA (Takumi Ichinose)
- JoJo's Bizarre Adventure: Eyes of Heaven (Diego Brando)
- Rockman DASH 2 (Glyde)
- Persona 2 (Tatsuya Suou)
- Shadow Hearts: Covenant (Nicolas/Nicolai Conrad)
- Shining Force Neo (Klein)
- Super Robot Wars (Shu Shirakawa)
- Tales of the Abyss (Jade Curtiss)
- Valkyrie Profile: Lenneth (Lezard Valeth)
- Valkyrie Profile 2: Silmeria (Lezard Valeth)
- League of Legends (Sett)
- Gintama Rumble (Takasugi Shinsuke)
- Fire Emblem: Awakening (Lon'qu, Valldar)
- Fire Emblem Fates (Niles)
- Fire Emblem Heroes (Lon'qu, Navarre, Niles, Saber)
- Fire Emblem Echoes: Shadows of Valentia (Saber)
- Fire Emblem: Three Houses (Seteth)
- Fist of the North Star: Kens Rage 1 & 2 (Rei)
- Yakuza Kiwami 2 (Kei Iibuchi)
- Epic Seven (Charles)
- Saint Seyia: The Hades (Wyvern Rhadamanthys)

### Drama CD
- Fire Emblem Reimeihen&Shiranhen (Navahl)
- Fushigi Yūgi Genbu Kaiden (Urumiya)
- GFantasy Comic CD Collection Fire Emblem: Ankoku Ryū to Hikari no Ken (Navahl)
- Gosick (Grevil de Blois)
- The Epic of Zektbach ～Masinowa～ (Gijiri)

### Canciones
- Hyakumann Kai No Juchiimu (Rosario + Vampire Capu2)